# Patkulanda
Patkulanda fou un estat tributari protegit del tipus zamindari al districte de Sambalpur a les Províncies Centrals a uns 55 km al sud-oest de Sambalpur. La població era de 1.292 habitants el 1881 i residia en 6 pobles. La superfície era de 26 km² la major part cultivat, predominant l'arròs. El sobirà era un gond d'una branca de la família de zamindars de Bheran, situat al costat mateix. El 1857 el raja es va unir a la rebel·lió i l'estat fou confiscat el 1858, però després es va acollir a una amnistia i va recuperar el territori que la família va conservar fins al 1954 quan les terres van passar a l'estat.